# معادن افغانستان

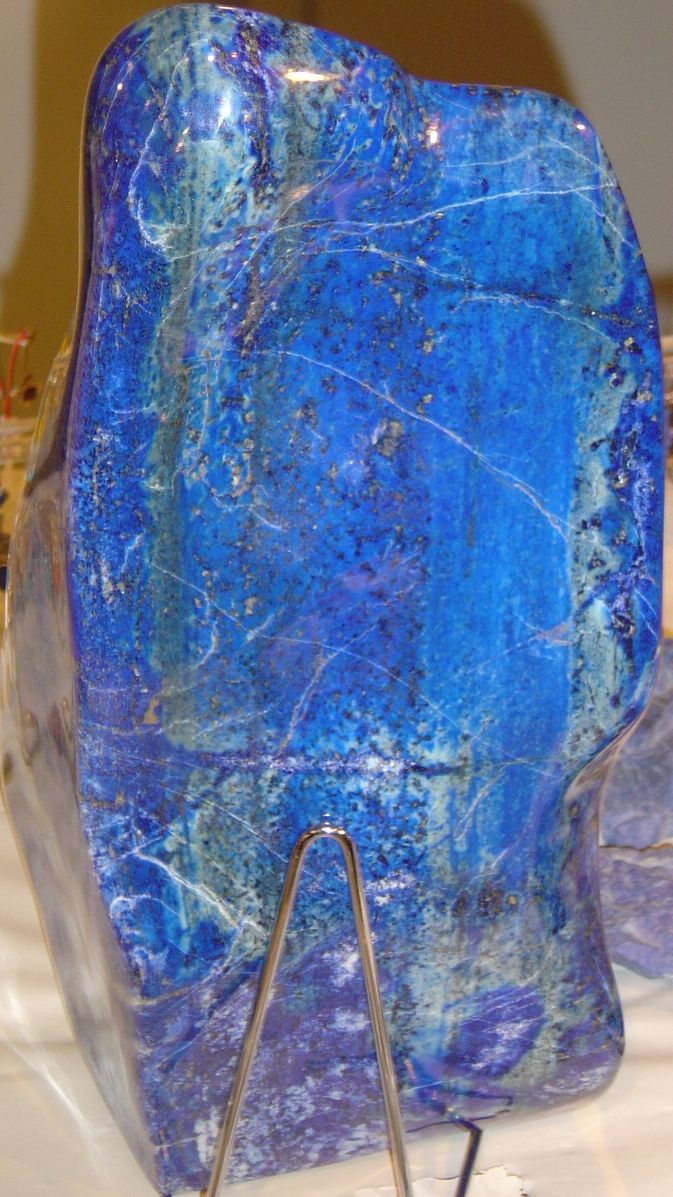
استخراج لاجورد در افغانستان پیشینهٔ ۲٬۵۰۰ ساله دارد.

افغانستان برخی از پیچیده‌ترین و متنوع‌ترین زمین‌شناسی را در خود دارد. در این کشور قدیمی‌ترین سنگ‌ها از دوره آرکئن ۳٬۸۰۰ میلیون سال پیش و سنگ‌هایی از دورهٔ پروتوزوئیک (۲٬۵۰۰–۵۷۰ میلیون سال پیش) فنیروزوئیک ۵۷۰ الی ۱٫۶ میلیون سال پیش تا امروز دیده می‌شود. این کشور همچنین دارای پیشینهٔ طولانی و پیچیدهٔ تکتونیکی است. دلایل آن تا حدودی مربوط به موقعیت آن در انتهای غربی هیمالیا، تصادم نیم‌قارهٔ هند، تشکیل کوه‌های هندوکش، تصادم چندین پارچه‌های جدا شده زمین (Plate tectonics) و غیره مسائل می‌باشد. بدین لحاظ ذخایر معدنی افغانستان از نوع ماگمایی، پگماتیک، کار بونیتک، اسکارن، هیدروتورمال، دگرگونی متحوله و رسوبی می‌باشد. این کشور به نسبت کوهستانی بودنش دارای ذخایر معدنی متنوع و فراوان می‌باشد. طبق اظهارات اخبار اندیپندنت و سروی جیولوژی ایالات متحدهٔ آمریکا ارزش نفت و گاز افغانستان ۲۲۲٬۸۹۲٬۳۵۰٬۰۰۰ دلار و ارزش معادن افغانستان ۹٬۰۰۸٬۹۴۸٬۰۰۰٬۰۰۰ دلار ارزش مجموعی آن ۹٬۱۳۱٬۸۴۰٬۳۵۰٬۰۰۰ دلار یا ۹٫۱۳۱٫۸۴۰ تریلیون دلار می‌باشد. افغانستان از لحاظ معادن غنی و دارای معادن متعدد است. تحقیقات زمین‌شناسی به اثبات رسانیده‌است که در افغانستان ۱٬۴۰۰ نوع منرال و سنگ معدنی شناخت گردیده‌است. در این اواخر گروهی از ناسا آمریکا با وسایل اشعهٔ لیزر توانستند معادن عمق کوه‌ها و زمین‌های افغانستان را کشف، عکسبرداری و تثبیت تقریبی نمایند. تا فعلاً ۲۸۶ معدن فلزات، ۵ میدان گازی در شمال، تیل مایع و سایر معدنیات کشف شده‌است. معدن فلزات افغانستان به تنهایی وجود ندارد، بلکه به‌طور درصدی پیدا می‌شود، مثلاً مس در ۲۴۰ نوع سنگ پیدا می‌شود. زیادترین آن در بورنیت CuFeS4 دارای اعیار (۶۳٫۳٪) مس و باقی‌مانده آهن و سلفر است. معادن آهن در افغانستان از اهمیت بسزایی برخوردارند، یکی از مشهورترین معادن آهن در این کشور معدن آهن حاجیگک است که دارای ۱٫۸ میلیارد تن آهن می‌باشد. معادن طلا در چهار منطقهٔ زرکشان غزنی، بدخشان، خاک‌ریز قندهار و تخار وجود دارد. معادن کرومیت در حصارک لوگرو و در ولسوالی زن‌خوان غزنی و غیره مناطق وجود دارد. معادن زغال‌سنگ در یازده محل از جمله ۵ معدن آن قابل استخراج می‌باشد، معدن لاجوردبدخشان دارای ۱٬۳۰۰ تن لاجورد در سرسنگ بدخشان، معدن مس عینک لوگر دارای ذخایر آهن ۱۱٫۳ میلون تن، ذخایر نفت وگاز شمال ۱٫۸ میلیارد مترمکعب و ذخایر نفت و گاز در هرات هلمند کتواز، معادن سرب و روی در هشت محل و هم دارای معادن مرمر «سفید و رنگه» می‌باشد. افزون بر این در این کشور معدن یورانیوم خانشین در ولایت هلمند، تیتانیوم، لیتیم در نمکسار هرات، کنر و تخار، معادن آهن در ۱۰۰ محل، مس در دوازده محل، آلومینیم ولایت زابل معدن نقره، منیزیم، قلعمی‌باشد. افغانستان دارای منرال‌های کم قیمت و گران‌قیمت است. منرال‌های قیمتی از قبیل کورندوم، آمیتیست، توپاز، یاقوت در دو ناحیه، اکومارین لعل در شغنان در ولایت بدخشان، عقیق سیاه و رنگه، گرانیت، زمرد پنجشیر فیروزه، بیرایت، تورمالین (شاه مقصود) می‌باشد. هکذا معادن نمک این کشور در اندخوی فاریاب، دولت‌آباد تالقان و نمکسار هرات، می‌باشد. افزون بر این دارای معادن فلوریت، گچ، چونه می‌باشد. معدن باروت، گوگرد در کوه البرز مزارشریف، مواد خام سمنت در کوه جبل السراج، غوربند، تالک (تباشیر) در ننگرهار، ابرک، گانزیت، برلیم، نیوبیوم، سزیوم، روبیدیوم، سنگ سلیت، معدن بیروچ ولایت نورستان، معدن بیرات در غوربند و پروان، معدن سیماب در ولایت غور، فلورامیت ارزگان، سنگ رخام در هلمند، معادن مولیدین در زابل، بغلان و لوگر، معدن بریل در ولایت کنر، معدن تنتال در نورستان، معدن بارایت سنگلان هرات، معدن شاه مقصود در ماهیپر کابل، و غیره معادن را دارا بوده و تعداد آن تا هنوز کشف نشده‌است. البته ضخامت پوست زمین در نواحی پامیر الی ۷۵ کیلومتر در نواحی هموار ۵۰ کیلومتر ضخامت رسوبات از چند صد متر الی ۲۰ کیلومتر می‌باشد که مواد معدنی در میان این‌ها به‌شکل مواد کانی و رسوبی وجود دارد. تا اکنون تقریباً از این معادن بهره‌برداری نشده‌است.

## پیشینه
تاریخ تمدن شناسی یکی از مشاغلی است که از ۳٬۰۰۰ سال پیش تاکنون رواج داشته‌است. مصری‌ها در مجسمهٔ چشمان آخناتون و ملکه نفریتیت از لاجورد افغانستان استفاده کرده‌اند. در آن زمان مردم معدن طلا، آهن، مرمر، لاجورد، یاقوت و فیروزه را می‌شناختند و از آن زیورآلات می‌ساختند. از گذشته‌های دور لاجورد، طلا و نمک در بدخشان، مس و آهن در قندهار و کابل استخراج می‌گردید. در قرون وسطی و در اوایل قرن ۲۰ نیز طلا در منطقهٔ مقر، نقره و زمرد در ولایت پنجشیر، معادن متعدد آهن و سایر فلزات در نقاط مختلف مورد استفاده قرار می‌گرفت؛ و همچنین طی دو قرن معادن زغال‌سنگ در شمال و بخش مرکزی، نفت وگاز در مناطق شمال افغانستان، هلمند قندهار و خوست کشف شده‌است. درقرن ۱۸ پس از انقلاب صنعتی در اروپا جهان کشایان غرض کشف معادن افغانستان باستان شناسان و معادن شناسان خودرا تحت نام‌های سیار یا نام دیگر گسیل داشتن. برای اولین بار زمین‌شناسان انگلیسی (گریس باخ و هایدن) در افغانستان مرکزی و شمالی مشاهداتی انجام دادند و بعدها زمین شناسان فرانسوی، (فیورون و همکاران) در سال‌های ۱۹۲۶–۱۹۵۱ مناطقی در اطراف کابل را نقشه‌برداری زمین‌شناسی نمودند. در اوایل سال ۱۸۴۱ میلادی، نظامیان بریتانیائی جستجو نموده‌اند تا منابع معدنی صادراتی را به عنوان تجارت که برای محصولات صنعتی انگلستان قابل استفاده قرار می‌گرفت، دریافت نمودند؛ ولی در سال ۱۸۸۸ میلادی، طرح نو سیستماتیک مواد معدنی توسط سروی جیولوجی انگلستان (BGS) به عنوان برخی از فعالیت‌های آن کشور، آغاز گردید. اسنادی که در سال ۱۸۹۰ میلادی توسط جیولوجستان کشور بریتانیا تهیه گردیده، نشان دهنده آن است که معدن بزرگ آهن حاجی گک که یکی از غنی‌ترین ذخایر معدنی در افغانستان در حال حاضر محسوب می‌گردد که در ولایت بامیان این کشور قرار دارد. وبعدها زمین‌شناسان فرانسوی، (فیورون و همکاران او) در سال‌های ۱۹۲۶–۱۹۵۱ مناطقی در اطراف کابل را نقشه‌برداری زمین‌شناسی نمودند. در دههٔ ۱۹۵۰ با تأسیس ریاست تفحص نفت و گاز مرحله مهمی از مطالعات زمین‌شناسی افغانستان آغاز شد. در ۱۹۵۸ زمین‌شناسان افغانستان با همکاری کارشناسان روسی جستجو برای کشف نفت و گاز طبیعی را با موفقیت به پایان رسانیدند. در این مطالعات برای اولین بار ساختار زمین‌شناسی منطقه با تهیهٔ نقشه‌های زمین‌شناسی همراه شد. در سال ۱۹۱۹م برای نخستین بار هیئت روسیه برای اجرای کار بالای منابع معدنی، وارد کابل گردید. در سال ۱۹۲۰ زمین‌شناسان آمریکایی در امور سروی مواد معدنی در افغانستان اشتراک ورزیدند. در سال ۱۹۳۷، افغانستان جواز فعالیت به کمپانی اکتشافی داخلی – نیویورک جهت اکتشاف ذخایر نفت در سراسر کشور را، اعطا نمود، اما به دلیل آغاز درگیری قریب الوقع جنگ جهانی دوم، کمپانی نامبرده پس از یک سال از امتیاز خویش عقب‌نشینی نمود. پس از جنگ جهانی دوم فعالیت‌های اکتشاف یک بار دیگر در توافق به کشور فرانسه و بعضی تحقیقات زغال‌سنگ در جنوب افغانستان توسط آلمانی‌ها در سال ۱۹۵۰ ادامه یافت، که پسان‌تر در سال ۱۹۵۴ توسط جیولوجستان سویدنی این تحقیقات انجام گردید. در سال‌های ۱۹۵۸ تا ۱۹۶۱ زمین‌شناسان فرانسوی (منزیه و لاپاران) حوالی کابل را نقشه‌برداری نمودند و از ۱۹۵۹ زمین‌شناسان آلمان غربی به کمک عکس‌های هوایی کار تهیهٔ نقشهٔ زمین‌شناسی تمام نیمهٔ جنوبی کشور را (با مقیاس ۱۰۰۰۰۰۰:۱) آغاز نمودند. در سال ۱۹۵۸ کمک‌های خارجی از سوی اتحاد جماهیر شوروی در حال اجرا قرار داشت، که دولت جمهوری چک در روند تهیه کمک‌ها توسط متخصصین روسی، نیز اشتراک ورزیدند. در طی دههٔ ۱۹۶۰، فعالیت‌های اکتشاف و نقشه‌برداری در جنوب افغانستان به آلمانی‌ها، فرانسوی‌ها و آمریکایی‌ها سپرده شد، درحالی که اتحاد جماهیر شوروی در شمال افغانسان تمرکز داشت، دخالت فرانسه فقط تا سال ۱۹۷۰ زمانی‌که شرکت نفت توتال پیش‌بینی در حوضه کتواز افغانستان انجام داد، ادامه داشت. در ۱۹۶۳ ریاست «تفحص مواد مفیدهٔ جامد» تأسیس شد که در ۱۹۶۵ به ریاست «جیولوجی و معادن» تغیر نام یافت. در این ریاست با همکاری زمین شناسان روسی، اکتشاف، ارزیابی و تخمین ذخایر معدنی زغال‌سنگ، سنگ آهن، طلا و لاجورد آغاز گردید. در نتیجه همین تفصحات معادن بزرگی همچون «معدن آهن حاجیگک» در منطقهٔ بامیان و حوزه بزرگ زغال‌سنگ پلخمری نیز معادن حوزهٔ زغال‌سنگ «بخشان تا نزدیکی هرات» همچنان در غرب و مواد با ارزش دیگر همچون باریت، بریلیوم و … کشف گردید. از ۱۹۶۵ مطالعات زمین‌شناسی وسیع و مهمی در مورد اکتشاف مواد معدنی مهمی چون سرب، روی (جست)، مس، طلا، باریت، ابرک، سولفور، فسفریت‌ها، سینابر، زغال‌سنگ، آب‌های معدنی، نمک طعام و مواد ساختمانی صورت گرفت. در ۱۹۷۳ ارزیابی جدیدی در مورد معدن بزرگ «آراگونیت» در حاشیهٔ جنوب غربی کشور و معادن مهم باریت در شمال هرات مورد اکتشاف قرار گرفت. در ۱۹۷۴ در منطقه لوگر (جنوب کابل) کمربند مس دار بزرگی (مس عینک) کشف شد. مهم‌ترین مطالعات زمین‌شناسی افغانستان با تهیه نقشه زمین‌شناسی سراسر افغانستان در مقیاس ۵۰۰۰۰۰:۱ و همچنین تهیه نقشه تکتونیکی کشور در دهه ۱۹۷۰ به انجام رسید. از ۱۹۷۶ تا اوایل دههٔ ۸۰ گزارش‌ها و مطالعات قبلی به صورت کتاب‌ها و مقالات متعددی منتشر شده، از جمله «تکتونیک افغانستان» اثر و.ا. سلاوین (۱۹۷۶)، جیولوجی افغانستان اثر ولفارت و ویتکینت (۱۹۸۰) و «جیولوجی و مواد معدنی افغانستان» که توسط یک تیم روسی و افغانی به‌دنبال تهیهٔ نقشهٔ سراسری زمین‌شناسی افغانستان تدوین و به زبان روسی و انگلیسی در سال ۱۹۸۰ درمسکو به چاپ رسید. در دههٔ ۸۰ با تشدید جنگ‌ها در افغانستان مطالعات زمین‌شناسی عمده و سراسری متوقف شد ولی کارهای پراکنده و موردی مخصوصاً روی معادن کشف شده و بزرگ نزدیک به مرکز کشور توسط متخصصین روسی دنبال گردید، اما نتایج این مطالعات در دست نیست و احتمالاً در روسیه حفظ شده‌است. در دههٔ ۹۰ کارهای زمین‌شناسی به کلی تعطیل شد و سازمان زمین‌شناسی و معدن افغانستان در اثر جنگ آسیب جدی یافت. تنها در ۱۹۹۵ گری باورساکس (جواهرشناس آمریکایی) با همکاری بونیتا چمبرلن کتاب جالب «سنگ‌های قیمتی افغانستان» را منتشر نمودند که در واقع جدیدترین اثر قابل توجه در زمینهٔ زمین‌شناسی و مواد معدنی این کشور می‌باشد. در سال ۲۰۰۲، با آغاز دوران نو در افغانستان دوران مهمی برای مطالعات زمین‌شناسی افغانستان در راه بود، در این اواخر کمپانی ناسا آمریکا با وسایل اشعه لایزر توانستن معادن عمق کوها و زمین افغانستان را نقشه‌برداری سروی و تثبیت نماید. این سروی و عکاسی به مصارف ۳۰۰ میلیون دالر مؤفقانه به پایان رسید. بسیاری از معلومات باقی‌مانده در مورد این ذخایر یا ساحاتی که کمتر اکتشاف یافته‌اند، توسط کارمندان وزارت معادن در دوران بی‌ثباتی (۱۹۷۹ تا ۲۰۰۱) در محلات دور نگهداری گردیده‌است، که بعد از تأمین امنیت در منطقه توسط نیروهای بین‌المللی در سال ۲۰۰۲، دوباره برگردانده شد. پس از آن، تجدید فعالیت‌ها در مورد شناسایی و بهره‌برداری از منابع معدنی افغانستان به صورت جدی آغاز گردیده و تشخیص شود که امور معدنکاری نقش حیاتی را در ثبات اقتصادی درازمدت افغانستان خواهد داشت. برای انجام این کار پیش‌بینی گردیده، که رشد سریع در بهره‌برداری و استخراج منرال‌ها لازم است و در ضمن دولت افغانستان تشخیص می‌نماید که روش و سیاست ملکیت دولتی (ملی سازی) دوران اتحاد شوروی از لحاظ اقتصادی مؤثر یا پایدار نبود. در نتیجه، دولت افغانستان ساختار وزارت معادن به‌عنوان مالک و تولیدکننده معادن بسوی نقش مناسب تر به عنوان طرح‌کنندهٔ پالیسی و تنظیم‌کننده جهت انکشاف سرمایه‌گذاری خصوصی به منظور انکشاف مواد معدنی، تجدید نمود. با در نظر داشت تطبیق این رهنمودهای جدید و اصلاح شده، پیشرفته‌ترین پروژهٔ معدنی از زمان شوری سابق در ساحهٔ معدن مس عینک پس از پیشنهاد داوطلبی در سال ۲۰۰۸ به کمپانی MCC کشور چین به استخراج سپرده شد. معدن: محلی است که منرال‌ها در آن تثبیت گردیده و فعالیت‌های حفرکاری، منرال و سایر فعالیت‌های مرتبط به آن صورت می‌گیرد، ساختمان‌ها، تأسیسات، دستگاه‌ها و تجهیزات که به منظور استخراج، پروسس، آماده‌سازی منرال‌ها در سطح یا طبقات تحتانی زمین قراردارد. منرال‌ها :مرکباتی است که به‌شکل جامد، مایع ویا گاز به صورت طبیعی در سطح زمین و زیر زمین آبها و یا در ذخایر باقیمانده معدن که در نتیجه عملیه جیولوجیکی تجمع نموده و شامل عناصر و ترکیبات، فلزات و سنگ‌های فلز دارو قیمتی، ریگ، سنگ، جغل، خاک رس و زغال‌سنگ می‌باشد. ==
[[پرونده:Beryl-130023.jpg|بندانگشتی|چپ|100px|زمرد پنجشیر یکی از محصولات معدنی افغانستان است.

## سنگ‌های قیمتی در افغانستان
سنگ‌های قیمتی را در افغانستان به نام احجار کریمه، احجار قیمتی یا منرال‌های قیمتی می‌گویند. استخراج این سنگ‌ها از چند هزار سال پیش تا به امروز توسط اهالی محل صورت می‌گیرد. منرال‌های بارزش معمولاً در قسمت شرقی و شمال شرقی افغانستان زیاده متبلور شده‌اند. این منرال‌ها زیاده در ولایت‌های پنجشیر، بدخشان، نورستان و قسمت‌های هندوکش مرکزی وجود دارد. منرال‌های و سنگ‌های رسوبی باارزش افغانستان عبارتند از فلوریت، گانزیت، سپایر، یاقوت سرخ و کبود، لعل بدخشان، گارنیت، امارالت، اکومارین، زمرد بیروچ و انواع کورندم می‌باشد. منرال‌های و سنگ‌های نیمه‌قیمتی عبارتند از لاجورد توپاز تورمالین و کوارتز می‌باشد. چهار معدن مهم این کشور یعنی معادن پنجشیر، یاقوت جگدلک، لعل بدخشان و نورستان به‌شکل غیر فنی استخراج شده به بازار هندوستان و مارکیت پاکستان به‌فروش می‌رسد.

## معادن مس در افغانستان
درحدود ۳۰۰ رسوبات مستند مس در افغانستان وجود دارد ولی تا فعلاً در ۱۲ معادن مس تحقیقات صورت گرفته‌است. معادن مس در ولایت‌های لوگر، هرات، فراه، کاپیسا، قندهار، زابل و معادن جنوب افغانستان عبارتند از معادن مس عینک جوهر و دربند می‌باشد. تخمیناً افغانستان دارای ۶۸۵۰۰میلون تن مس دارند.
معادن مس افغانستان که به مقیاس کوچک و بلند دارای سنگ‌های مس دار می‌باشند قرار ذیل اند:
1. معدن مس بلخاب سرپل
2. معدن مس در کوتل خاواک پنجشیر
3. معدن مس فرنجل غوربند

هنر کندن کاری روی مس و طلا یکی از فن مردم افغانستان است

4. معدن مس جیرعلی پنجشیر و تاواخ پنجشیر
5. معدن مس کوه چراغانی کهنه خمار ولایت میدان وردک در ۶۰ کیلومتری کابل
6. معدن مس لوگر در منطقه گلدره
7. معدن مس گل دره کوهدامن
8. معدن مس کوتل قلیچ علاقه کهمرد بامیان
9. معدن مس ارغنداب، توخی قندهار
10. معدن مس دربند ولایت کابل
11. معدن مس گلوغه فراه اعیار ۱درصد با سرب روی و آهن
12. معادن مس دربند کابل طول زون ۷ کیلومتر عرض اکیلومتر زیاده از۸۰ میلون تن
13. معدن مس شهدا هرات ۵میلیون تن اعیار۱٫۱ مس طول ۱۵۰–۲۴۰۰متر ضخامت ۲٫۴–۸متر
14. معدن مس دره علیسنگ بغلان ۲۰۰متر طول عرض۳۰متر معیار۰٫۱ مس با سرب وجست
15. اوخان کشان فاریاب طولزون ۲٫۵ کیلومتر عرض ۲۰–۲۷۰ مترعیار ۰٫۱–۱٫۵٪مس با سر وجست
16. معدن مس کندالان ولایت زابل ذخیرهC1+C2 دارای ۳۷۰۰تن مس ۳٫۸٪ وسایر عناصر معدنی

هکذا در معدن طلا زرکشان ولایت غزنی و غیره محل به تناسب کم وجود دارد.

## معادن آهن در افغانستان
تا فعلاً در ۱۰۰ محل معادن فیرس مشاهده گردیده‌است. ذخایر مجموعی معادن آهن افغانستان بیشتر از بیلون تن می‌باشد. معادن آهن افغانستان به‌طور عموم دارای معیار بلند یعنی۴۷–۶۲٪ می‌باشد که در جمله معادن کم مصرف پر کیفیت و کم‌نظیر شمرده می‌شود. معادن آهن در افغانستان در بدخشان، پنجشیر، غوربند، بامیان، حاجیکگ بهسود لال، سرجنگل، یکاولنگ و غور وهم در قندهار، میمنه، هرات، اروزگان، پکتیا از اهمیت زیاد برخور دار می‌باشد. در ۱۰۰ کیلومتری شمال قندهار منطقه خاکریز معدن بزرگ آهنی با ظرفیت ۳ میلیون تن واقع شده‌است. همچنین معدن آهنی در ۹ کیلومتری شهر جبل السراج قرار دارد. بزرگ‌ترین معادن آهن آسیای مرکزی معدن آهن حاجیگک در ولایت بامیان و در ۱۳۰ کیلومتری شمال غرب کابل قراردارد. در چند کیلومتری این معدن یک ذخیره عظیم آهک (برای گداختن آهن) وجود دارد. پس از حاجی گک دومین معدن آهن افغانستان همردیف با حاجیگک است معادن آهن سایه دریا می‌باشد. معدن آهنگران بامیان الی ۶۵درصد آهن دارد. سومین معادن آهن افغانستان که با سایه دریا رقابت می‌کند معادن دهانه درغوشتک است که ۴۷ درصد آهن دارد. چهارمین معادن بزرگ آهن افغانستان لال سرجنگل است که همردیف حاجیگک است.
معادن آهن افغانستان به مقیاس کوچک ویا بلند آهن دارد به صورت فهرست وار به شرح زیر است:
1. آهن حاجیگگ بامیان
2. آهن ارغنداب
3. آهن سرخ کوتل هرات
4. آهن بهارک بدخشان

معادن آهن حاجیگک در ولایت بامیان افغانستان

ساحه پهن حاجیگک حدود ۱۵۰ سال آهن خواهد داد

5. معدن آهن دامنه کوه پغمان در بالای حصه کوتی
6. آهن کوه جبل السراج
7. آهن ده سبز کوه خاک لمبه
8. آهن کوتل خاواک پنجشیر
9. آهن قول منار
10. آهن کوه قلعه خواجه صاحب
11. آهن کوه شاخ برتنی
12. آهن لولنج غوربند
13. آهن دره میاداد
14. آهن رخه پنجشیر
15. آهن کوه دشت لوگر
16. آهن کوه قمچین باف میدان
17. آهن دره پنجشیر
18. آهن کو اله بله
19. آهن پارند در بازارک پنجشیر
20. آهن کرم جدران
21. آهن کوه شاقول و شیرداغ
22. آهن سیاه تپه و فراخلوم بهسود
23. آهن زرد شنوار
24. آهن کوه شاه مسعود قندهار
25. آهن کوه بچه کرخ هرات
26. آهن سیاه مشرقی
27. آهن گلستان فراه.

در اکثریت معادن فوق تحقیقات ابتدائی صورت گرفته تا هنوز مقدار آن دقیق تثبیت نگردیده‌است. بعضی از این معادن غیر اقتصادی است.

## معادن نقره در افغانستان
مهم‌ترین معادن نقره افغانستان (طلای سفید) در ارتفاعات بدخشان، منطقه پنجشیر، در سیم کوه هرات، خاکریز قندهار، غوربند و علاقه هزارستان و در رگه‌های معدن سرب بی بی گوهر (قندهار) و مقداری در معدن مس عینک مشخص گردیده‌ است.

## ذخایر نفت و گاز افغانستان
نوشتار اصلی: نفت و گاز در افغانستان
نخستین عملیات حفاری جهت اکتشاف نفت و گاز در افغانستان در سال ۱۹۵۶ انجام شده‌است به‌طوری‌که در سال ۱۹۵۹ منجر به اکتشاف میدان نفتی انگوت در ولایت سرپل گردید. در فاصله سال‌های ۱۹۵۹ تا ۱۹۶۶ پنجاه حلقه چاه اکتشافی دیگر نیز در این حوضه حفر گردید که باعث اکتشاف ۳ میدان گازی بزرگ یتیم تاق (۱۹۶۰)، خواجه گوگردک (۱۹۶۱) و خواجه برهان (۱۹۶۴) شد.
طبق مطالعات چندین ساله متخصصان روسی و افغانی از سال ۱۹۶۶ تا ۱۹۸۱ دست‌کم دو میدان نفتی کوچک، یک میدان گازی بزرگ (جرقدوق) و دو میدان گازی دیگر کشف شده‌است که عمدتاً در بخش شمال‌غربی کشور می‌باشد.
حوضهٔ شمال قسمتی از حوضهٔ عظیم نفت و گاز آمودریا می‌باشد که از نظر میزان ذخیره در میان ۱۵۲ حوضهٔ نفتی و گازی کشف شده جهان در ردهٔ پانزدهم قرار دارد. این حوضه ۵۱۵ هزار کیلومتر مربع وسعت دارد و در چهار کشور افغانستان، ایران، ترکمنستان و ازبکستان گسترش دارد. بر اساس مطالعات انجام شده می‌توان مجموع ذخایر نفت و گاز شمال کشور افغانستان را اعم از ذخایر کشف شده و کشف نشده که قابل استحصال می‌باشند به صورت زیر تعیین نمود. درسال‌های ۱۹۸۰ روس‌ها مجموعاً ذخایر معادن افغانستان را ۹۵ میلیون بشکه و قابل استخصال را ۳۰۰ میلون بشکه تخمین نموده بود؛ ولی پسان‌تر این ارقام اضافه شده‌است.
- مجموع ذخایر کشف شدهٔ نفت ۱٫۸ میلیارد بشکه نفت خام در میان مزارشریف و شبرغان وجود دارد.
- مجموع ذخایر نفت قابل استحصال ۱٫۵۶۹ میلیارد بشکه
- مجموع ذخایر کشف شدهٔ گاز در حدود ۴۴۴ میلیارد متر مکعب
- مجموع ذخایر گاز مایع ۵۶۲ میلیارد متر مکعب گاز مایع

در این اواخر تحقیقاتی که توسط سازمان آمریکایی ناسا انجام گرفت مشخص شد در افغانستان بیشتر از ۱۰۰ حوضهٔ نفت و گاز وجود دارد. تاکنون در افغانستان بیشترین تحقیقات انجام شده در پنج حوضهٔ نفت‌خیز صورت گرفته که دو حوضهٔ آن در شمال آمو، یک حوضهٔ آن در هلمند، یک حوضه در هرات و یک حوضهٔ آن در کتواز ولایت پکتیکا قرار دارد.

## معادن نمک افغانستان
در افغانستان ۱۴ معادن نمک طعام وجود داشته، اکنون از ۵ معادن نمک استخراج می‌گردد. معادن نمک قابل استفاده در اندخوی، ۳ معادن در مناطق مختلف ولسوالی تالقان ولایت تخار، نمکسار هرات، غور غزنی، پکتیا پروان می‌باشد.
تولیدات نمک افغانستان الی سال ۲۰۰۲ به ۱۳٬۰۰۰ تن دریک سال بود. با تأسیس فابریکات در سال ۲۰۰۳ به ۲۱ هزار تن رسید. پس از سال ۲۰۰۴ به‌تدریج مصارف نمک بلند رفته در سال ۲۰۰۹ تولیدات به ۱۸۰ هزار تن در سال ۲۰۱۳ به ۱۹۰ هزار تن رسیده‌است. در مجموع افغانستان در سال ۲۵۰ هزار تن نمک ضرورت دارد. بلاثر اینکه کارخانه‌های افغانستان نمک را به قیمت بلند یعنی ۴٬۰۰۰ افغانی تولید می‌نمایند ۷۰ درصد نمک افغانستان از ایران و پاکستان به قیمت ۲٬۲۰۰ افغانی فی تن وارد می‌گردد.- میانگین مصارف نمک افغانستان به ۲–۴ گرم برای هر فرد می‌باشد. خالص‌ترین نمک افغانستان از معادن تاقچه‌خانهٔ ولایت تخار به‌دست می‌آید که دارای آیودین می‌باشد. تا اکنون ۳۳ فابریکه، کارخانه و آسیاب در ۱۴ ولایت تولید نمک را می‌نماید که ۲۵ فابریکهٔ نمک آیودین‌دار را تولید نموده، باقی نمک عادی را تولید می‌نمایند. معادن که فعلاً اقتصادی قابل استخراج است، معادن ولایت تخار است که سالانه ۷۵٬۰۰۰ تن نمک تولید دارد.

## معادن سنگ مرمر در افغانستان
یکی از سنگ‌های نیمه قیمتی که در تزئین و تعمیرات کار می‌گیرند مرمر است. هم‌اکنون در حدود ۳۵ نوع سنگ مرمر با ۴۵ رنگ مختلف در معادن کشور قابل دریافت بوده که ارزش مجموعی آن بالغ بر ۱۵۰ میلیارد دالر تخمین زده شده‌است.
انواع مرمر سفید خوگیانی، «مرمر سفید چشت هرات»، «مرمر کریمی سمنگان»، مرمر سیاه کابل، مرمر فولادی وردک، مرمر شیرچائی سالنگ، مرمر سبز تره خیل و کاریز میر و مرمر سرخ قندهار از جمله مرغوبترین نوع سنگ‌های مرمر اند که داری جنسیت میده دانه بوده و بعد از صیقل و پالش کاری شفافیت و جلای خاص را نشان می‌دهند. تا اکنون در افغانستان مانند فابریکه حریق شده حجاری و بتن کابل دیگر فابریکه وجود ندارد که سنگ مرمر را به ظرفیت کشور قطع و پالش کنند. آمار و ارقام احصاییه‌ای نشان می‌دهد که ۸۰ درصد سنگ‌های مرمر و گرانیت افغانستان به منظور پروسس و پالش به کشور پاکستان به قیمت ۴۰ دالر فی تن منتقل می‌گردد، که بعد از پروسس با قیمت ۳۰۰ دالر فی تن دوباره بالای افغانستان به فروش می‌رسد.

## معادن گوگرد افغانستان
معادن سلفر در افغانستان در میان آب‌های گرم معدنی و به‌شکل جامد می‌باشد. مهم‌ترین معادن سولفور افغانستان در ولایت بلخ، اشکاشم بدخشان و نزدیکی ولایت ننگرهار وجود دارد.

## معادن عناصر کمیاب افغانستان
معادن عناصر کمیاب عبارتند از پگماتیت، لیتیم، نیوبیوم سزیم، روبیدیم، بریلیم، تنتالیم و کدمیوم می‌باشد. این عناصر در گسترده پگماتیت به مقادیر کم و زیاد وجود دارد اگر دریک محل الی ده تن وجود داشته باشد معدن گفته می‌شود. از جمله معادن لیتیم، بریلم، تانتالیوم و نبیوم در افغانستان نسبتاً زیاده از دیگر عناصر کم‌یاب وجود دارد. به طور عموم ۴۹ معادن این عناصر در میان سنگ‌های پگماتیتیک وجود دارند. تحقیقات در مورد این عناصر در سال‌های ۱۹۶۰–۱۹۷۰صورت گرفته‌است است که نا کافی است، ضرورت است تا در موردشان تحقیقات لازم صورت گیرد. ذخایر تننالیم ونیوبیم درمعدن نیلاو (ولایت لغمان) و ساحات نورستان و نقاط دیگر کمربند پگماتیت خیز از اهمیت بلند برخورد داراست. معیار لیتیم در افغانستان از ۱٫۵ تا ۲٫۸ درصد می‌باشد.

## برلیم
درگستره کمربند پگماتیت خیز افغانستان در ولایت لغمان و جلال‌آباد وجود دارند. تشکیل این معادن متعلق به دوره اولیگوشویز یا ابتدا مرحله کریتوشویز مگمات می‌باشد. ترسبات مهم این ماده در دره پیچ دارای کرستل‌های به اندازه ۴۰ سانتی‌متر می‌باشد که از نوع c1+c2 می‌باشد. این معادن دارای ۱۲۰۰۰ تن «بیرل» بوده که از جمله ۱۴۸۰ تن آن برلیم اکساید می‌باشد.

## معادن لیتیوم

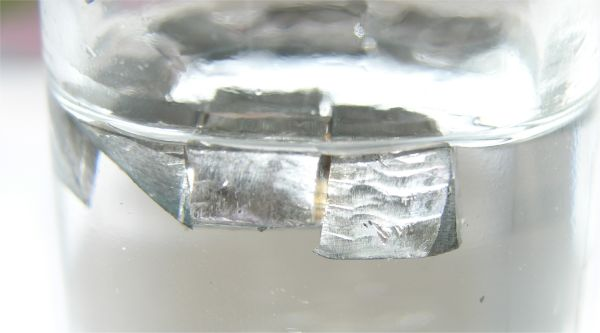
از جمله عناصر کمیاب لیتیوم به‌مقادیر زیاد در افغانستان وجود دارد

به درازای ۸۵۰ تا ۹۰۰ کیلومتر (از هلمند تا ننگرهار، لغمان تا ارزگان و اشکاشم) با پهنای ۱۵۰ تا ۲۰۰ کیلومتر تثبیت شده‌است. ده‌ها انباشته‌های معدنی این فلز به مقیاس معدن در محدودهٔ این گستره تشکیل گردیده‌است. مانند معدن جامنک، درومگل، پسگوشته و معادن دیگر واقع ولایت نورستان که ذخایر اوکساید لیتیم درین معادن از پانصد تا یک میلیون تن می‌باشد. معادن درومگل وجامنک (ولایت نورستان) که ذخایر بیش از چهار میلیون تن «اوکساید لیتیم» را دارند که دارای اهمیت زیادی می‌باشد. اگرچه کانادا نیز یگانه کشور پگماتیت خیزجهان است ودارای مقدار زیاد اوکساید لیتیم می‌باشد اما ذخایر این فلزات در افغانستان نسبت به کانادا بیشتراست. ذخایر بیریلیم نیز در پگماتیت‌های افغانستان به حد قابل ملاحظ گسترش دارد.

## تنتالیم و نیوبیم
در یازده معادن که لیتم و برلیم دارند. این دو عنصر به آن‌ها یکجا وجود دارد. سه معدن دیگر آن در ولایت پروان و بدخشان موجود می‌باشد. ذخایر بزرگ این ماده در منطقهٔ نیلهٔ ولایت لغمان در میان سنگ‌های پگماتیت به طول ۴ کیلومتر و عرض ۴ متر می‌باشد قرار دارند. درین ذخیره‌گاه معادن تنتالیوم، نیبیوم، لیتیم، برلیم، سیزیم، روبدیم و قلع نیز وجود دارند.

## معادن فلزات افغانستان
در افغانستان تا اکنون ۲۸۶ معدن فلزات را کشف نموده‌اند. معادن فلزات در زیاده نقاط افغانستان وجود دارد. تاکنون ۱۲ معدن مس، چهار معدن طلا، پنج معادن نقره، معادن کروم در ۱۴ محل، سرب و روی در هشت محل، ۴ معدن مولی بودیم، ۷ معادن آلومینیم، ۸۹ معادن آهن با درصدی سایر عناصر، معادن قلعی و نکل در این کشور کشف و مورد مطالعه قرار گرفته‌است.

## معادن آلومینیم
در افغانستان تاکنون هفت معادن آلومینیم کشف گردیده‌است. بوکسایت‌ها منبع اصلی آلومینیم می‌باشد که در تشکلات احجار دریافت می‌گردد. لیترایت و کارست در کشور ما مماثل آن در شیله «او به تو» ولایت زابل و منطقهٔ نالک ساحهٔ تاله ولایت بغلان به مشاهده رسیده‌است. ذخیرهٔ معادن متذکره به‌طور مجموعی مقدار ۵٫۴ میلیون تن متریک بوده و درصدی مواد معدنی به ۵۰٪ می‌رسد. معدن لیترایت ولایت بغلان حجم بزرگ‌تر داشته با دریافت انرژی بیشتر برقی در کشور، پراسس آلومینیم در این دو ساحه میسر می‌باشد.

## سیماب
تاکنون شش معادن سیماب در افغانستان کشف گردیده‌است. این معادن در ساحات جنوب غربی کشور در اثر تبخیر چشمه‌های آب گرم تشکل نموده‌است. ذخیرهٔ تقریبی غیر منکشفهٔ آن در حدود ۳۲٬۰۰۰ تن متریک می‌باشد. دو ساحهٔ دیگر در منطقهٔ افغانستان مرکزی و ساحات شرقی کشور مماثل تشکلات بالا منطقهٔ سیماب‌دار (Hg) را نشان می‌دهد. ساحات یاد شده در اثر تحقیقات مزید از موجودیت تشکلات نقره (AU) و طلا (AG) نیز آگاهی می‌دهد.

## وضع امنیتی در معادن افغانستان
با وجودی که ادارهٔ پولیس در سراسر افغانستان وجود دارد با آن هم نقش قومندان‌های محلی در استخراج معادن عاری از اهمیت نیست. در بعضی معادن تا هنوز حاکمیت دولتی تأمین نگردیده و مردم خودسرانه معادن را استخراج نموده به پاکستان قاچاق می‌نمایند. غرض جلوگیری ازین خودسری وزارت معادن تا فعلاً ۷٬۰۰۰ پولیس را در معادن موظف ساخته‌است؛ ولی با وجود آن هم قاچاق و قتل و کشتار در معادن وجود دارد.

## مقاله‌های مرتبط به معادن افغانستان
1. انرژی در افغانستان
2. معادن زغال‌سنگ افغانستان
3. معادن طلا در افغانستان
4. معدن آهن حاجیگک
5. معدن مس عینک
6. معدن یاقوت در افغانستان
7. دره صوف
8. وزارت معادن افغانستان
9. نفت و گاز در افغانستان